# Seeschlacht von Beirut
Tripolis – Mechiya Oasis – Al-Hani – Preveza – Kuwayfia – Tobruk – Ain Zara – Al-Qunfudha – Beirut – Al-Fwaihat – Derna – Rhodos – Zanzur – Misrata – Sidi Bilal
Die Seeschlacht von Beirut fand während des Italienisch-Türkischen Krieges am 24. Februar 1912 vor der Küste von Beirut, der Hauptstadt Libanons, statt. Italiens Befürchtungen, dass die osmanischen Seestreitkräfte in Beirut dazu genutzt werden könnten, den Zugang zum Sueskanal zu schließen, veranlassten das italienische Militär, die osmanische Marine in der Region anzugreifen. Am 24. Februar 1912 versenkten zwei italienische Panzerkreuzer eine osmanische Korvette, zogen sich zurück und versenkten dann ein osmanisches Torpedoboot.
So wurden die osmanischen Seestreitkräfte in der Region vernichtet und der Zugang der Italiener zum Sueskanal blieb offen. Neben den Schiffsverlusten wurde die Stadt Beirut durch die italienischen Kriegsschiffe schwer beschädigt.

## Hintergrund

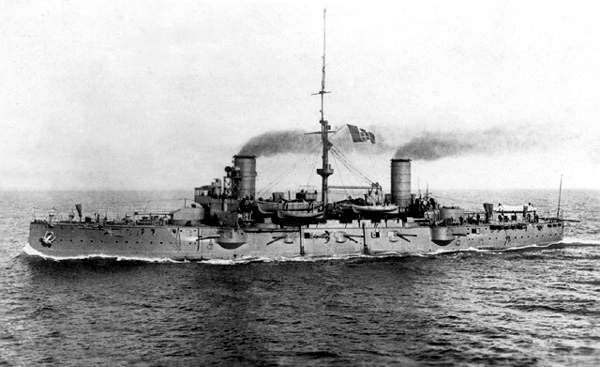
Der italienische Panzerkreuzer Garibaldi

Während des Italienisch-Türkischen Krieges stieg bei der italienischen Militärführung die Angst vor Überfällen der osmanischen Marine im Mittelmeer auf Nachschub- und Truppentransporte der Italiener für Italienisch-Ostafrika. Um solchen Überfällen zuvorzukommen, sollte Admiral Paolo Thaon di Revel den Hafen von Beirut angreifen und die dort befindlichen osmanischen Schiffe zerstören. Revel verfügte über zwei Panzerkreuzer: die Giuseppe Garibaldi und die Francesco Ferruccio. Beide Kreuzer gehörten zur Giuseppe-Garibaldi-Klasse und waren mit zwei 254-mm-Turmgeschützen, zehn 152-mm-Geschützen, sechs 119-mm-Geschützen, zehn 6-Pfündern, zehn 1-Pfündern, 2 Maxim-Maschinengewehren und fünf Torpedorohren bestückt.
Die osmanischen Streitkräfte verfügten über die Kasematt-Korvette Avnillah und das Torpedoboot Ankara. Die Ankara war ein relativ neues Schiff, das erst 1906 in Dienst gestellt worden und mit zwei 37-mm-Kanonen und zwei Doppeltorpedorohren ausgerüstet war. Die Avnillah war hingegen ein sehr altes Schiff aus dem Jahr 1869. Nach einem Umbau im Jahr 1907 war sie mit vier 760-mm-Geschützen und acht 6-Pfündern ausgestattet worden. Außerdem hatte sie ein Torpedorohr. Damit waren die osmanischen Schiffe der italienischen Flottille deutlich unterlegen.

## Schlacht

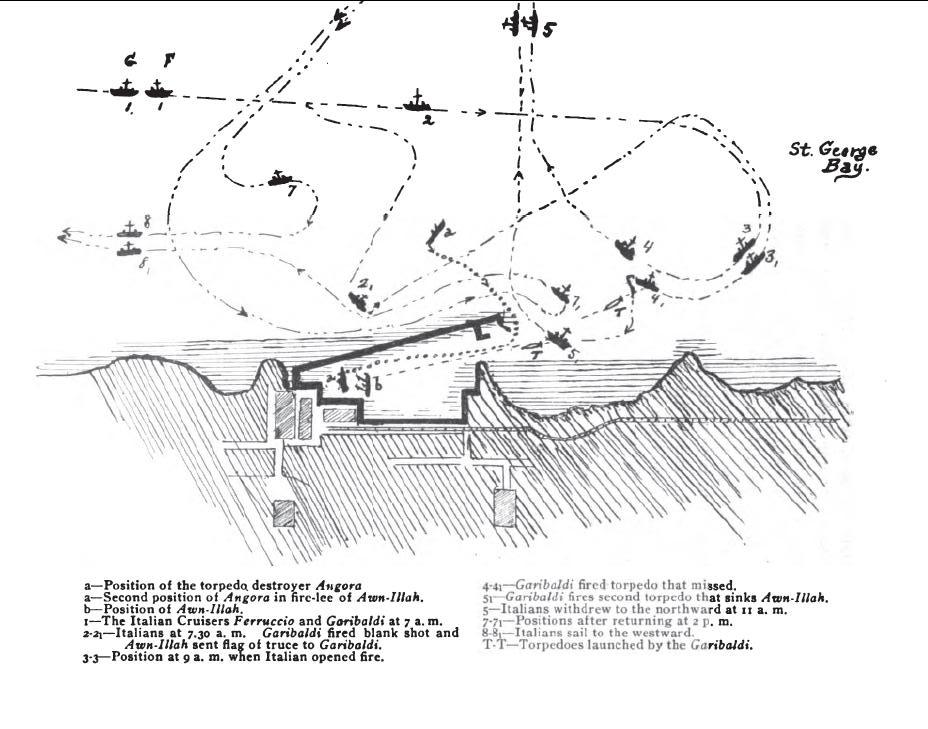
Zeichnung des Schlachtverlaufes von Ralph Earle

Die beiden italienischen Schiffe erreichten den Hafen von Beirut am 24. Februar 1912 im Morgengrauen und feuerten Warnschüsse auf die osmanischen Schiffe ab. Der Kommandant der Avnillah hisste daraufhin die weiße Flagge, um mit dem Feind zu verhandeln. Während der Unterredungen befahl der Kommandant der Ankara, das Schiff vor der Mole zu positionieren. Um 7.30 Uhr beendete Admiral Revel die Verhandlungen mit einem Ultimatum an den Wālī von Beirut, die beiden osmanischen Schiffe bis 9.00 Uhr auszuhändigen. Der Provinzgouverneur erhielt die Nachricht gegen 8:30 Uhr und formulierte sofort eine Nachricht über die Aufgabe der Schiffe, doch diese erreichte die Italiener nicht mehr rechtzeitig. Um 9.00 Uhr begannen die Italiener mit Angriffen auf die beiden osmanischen Schiffe.
Auf eine Distanz von 6000 Metern eröffnete Admiral Revel das Feuer auf die osmanische Korvette. Die Osmanen erwiderten das Feuer, bis die Avnillah um 9.35 Feuer fing. Nach schweren Schäden und ausgegangener Munition strich man die Flaggen und die Mannschaft verließ das Schiff. Die Garibaldi näherte sich nun und beschoss die Ankara in einer Entfernung von 600 Metern, konnte das Schiff aber nicht beschädigen. Um nun zunächst die Avnillah endgültig zu versenken, schoss die Garibaldi daraufhin einen Torpedo ab, der sein Ziel aber verfehlte und einige Leichter traf, von denen sechs sanken. Unbeirrt machte der italienische Kreuzer einen zweiten Torpedo los, der die osmanische Korvette mittschiffs traf. Um 11.00 Uhr war die Korvette in seichtem Wasser gesunken und die italienischen Kreuzer zogen sich nach Norden zurück. Gegen 13.45 Uhr kehrten die Italiener zurück und griffen erneut an. Die Ankara lag noch immer im Hafen und so näherte sich die Ferruccio und beschoss das Torpedoboot drei Minuten, bis auch dieses sank. Anschließend entfernte sich die italienische Flottille nach Westen.

## Folgen
Mit dem Präventivschlag war die osmanische Marine in Beirut vernichtet worden und die Gefahr für die Italiener gebannt. Im südlichen Mittelmeer dominierte daraufhin bis zum Ende des Krieges die Regia Marina. Die Verluste auf osmanischer Seite waren schwerwiegend. Beide osmanische Kriegsschiffe waren versenkt worden, wobei allein der Untergang der Avnillah 58 Tote und 108 Verwundete forderte. Im Gegensatz dazu hatten die italienischen Schiffe nicht nur keine Verluste zu beklagen, sondern auch keine direkten Treffer der osmanischen Kriegsschiffe. Der Schaden beschränkte sich nicht auf die osmanischen Marineschiffe. Auch die Stadt erlitt schwere Schäden. Einige Geschosse trafen Gebäude der Stadt und so brach Feuer aus. Mehrere Banken und ein Teil des Zollhauses der Stadt sowie weitere Gebäude wurden zerstört. 66 Zivilisten wurden getötet, und es gab Hunderte Verletzte.
Als Vergeltung für die italienischen Aktionen in Beirut befahl die osmanische Regierung vier Tage nach der Schlacht den Vilâyets von Beirut, Aleppo und Damaskus, alle italienischen Bürger auszuweisen. Mehr als 60.000 Italiener mussten die Region verlassen. Die Schlacht verschaffte den italienischen Truppen die volle Überlegenheit der Seestreitkräfte am Sueskanal. Die italienischen Truppen in Eritrea konnten nun ohne Verzögerungen verstärkt werden, da die osmanische Bedrohung in der Region weitgehend beseitigt war. Insofern war die Seeschlacht von Beirut sowohl ein taktischer als auch ein strategischer Erfolg der Regia Marina.